# Vicente Basso Maglio
Vicente Basso Maglio (Montevideo, 22 de diciembre de 1889 - ibíd., 14 de septiembre de 1961) fue un poeta y periodista uruguayo.

## Biografía
Fue redactor de los periódicos uruguayos La Reforma y La Razón.
Fue fundador de la emisora El Espectador. En esta inició las emisiones de noticias en Uruguay. Hasta agosto de 1961, Basso escribió los editoriales de la emisora, bajo el título de Opina el Espectador.
Utilizaba el seudónimo de Pocas Plumas y compaginaba la redacción de los editoriales y los comentarios de actualidad con la transmisión de emisiones deportivas, incluyendo la publicidad insertada en las mismas.
Algunos de sus versos fueron publicados en la revista Bohemia, Alfar y La Cruz del Sur.
Basso representa la fase más simbólica y hermética de la influencia modernista en Uruguay, con su antología Canción de los pequeños círculos y los grandes horizontes.

## Obras[2]
- El Diván y el Espejo (1910).
- Canción de los pequeños círculos y de los grandes horizontes (1928).
- La expresión heroica (1928).
- Tragedia de la imagen (1929).